# Plecturocebus toppini
Plecturocebus toppini és una espècie de primat de la família dels pitècids. Viu al sud-est del Perú, el nord de Bolívia i l'est de l'estat brasiler d'Acre. No es coneixen amb certesa els límits de la seva distribució. Probablement s'estén entre el riu Purus al nord, el riu Ucayali i el riu Urubamba a l'oest i, cap al sud, com a mínim fins al riu Madre de Dios i potser fins al riu Tuichi. Anteriorment considerat una subespècie del tití bru (P. brunneus), des del 2015 se l'ha restaurat a la categoria d'espècie.